# Tesà
Tesà ([tə'za)], en francès Théza) és el poble, cap del municipi del mateix nom, de 1.691 habitants el 2013, de la comarca del Rosselló, a la Catalunya del Nord.
Està situat al sud-est de Perpinyà, al sud-oest de l'Estany de Sant Nazari i al nord d'Elna, a la zona oriental del centre de la comarca. És a la riba dreta del Reart, i al nord-est i est de l'estany o llac de Vilanova de Raó. És a la zona de contacte de les subcomarques de la Plana del Rosselló i de la Plana d'Elna, en la zona de depressions i plana baixa del quaternari recent.
Es troba al sud-oest de l'estany de Sant Nazari, o estany de Canet (o de Canet i Sant Nazari), en la plataforma prelitoral de l'est de la Plana del Rosselló.

## Etimologia
Tesà prové del nom d'un predi romà, Titianum, derivat del nom propi llatí Titius, prou conegut.
Apareix el 1100 com a villa Tezhan i kastrum de Tezhan (Repertori toponímic de Pere Ponsich, 1980, 62).

## Geografia

### Localització i característiques generals del terme

Situació de la comuna de Tesà en el Rosselló

La comuna de Tesà, de 48.300 hectàrees d'extensió, és a la Plana del Rosselló, prop i al sud-est de la ciutat de Perpinyà, a la zona central de la comarca i a la sud-est de la subcomarca.
El terme de Tesà té un únic límit natural clar: el Reart, al nord, que el separa del terme de Salelles. La resta del terme està definit per les antigues possessions senyorials i actualment terres de particulars, i és, de fet, arbitrari. És un territori molt pla, atès que l'altitud oscil·la entre els 13 i els 27 metres d'altitud.
Termes municipals limítrofs:
| Perpinyà        | Salelles            |        |
| Vilanova de Raó |                     | Alenyà |
|                 | Cornellà del Bercol |        |

### El nucli de Tesà

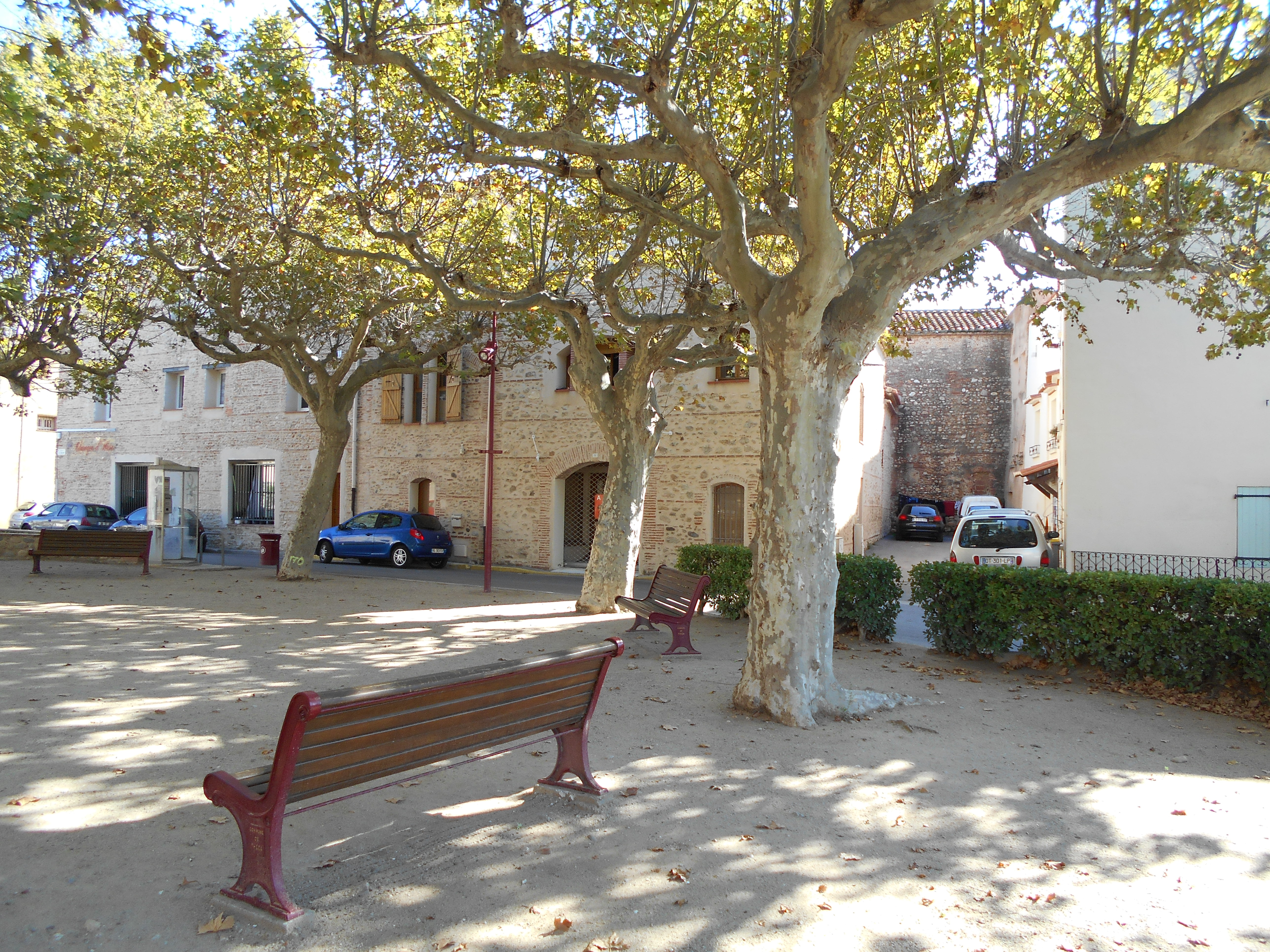
La plaça de Tesà; al fons, la cellera

El poble, situat a 13 metres d'altitud damunt d'un petit turó que sobresurt d'aquest sector de la Plana del Rosselló. És pràcticament al centre del seu terme comunal, força petit i delimitat pels nuclis urbans de Cornellà del Bèrcol al sud (un petit barri del qual entra en terme de Tesà), Vilanova de Raó a ponent, Salelles al nord-est i Alenyà a llevant.
Tesà es formà a l'entorn del Castell de Tesà, pràcticament del tot desaparegut, i de l'església de Sant Pere de Tesà, d'origen romànic de la qual se'n conservaven restes que van ser destruïdes el darrer terç del segle xx. Dins del nucli vell en forma de cellera hi havia la Plaça Vella, i en el seu límit, la Plaça Nova (avui dia, Plaça de Verdun), des d'on es crearen els barris de la Passejada, el Prat del Cavall, la Ruta de Cornellà, la Ruta de Salelles i el Vilatge.
Fora del nucli urbà no hi ha cap urbanització moderna, però sí tot un seguit de masos, a més de dos edificis singulars: al nord-oest del poble, el Liceu Agrícola i la Clínica del Prat; es tracta d'una clínica de tractament de malalties nervioses que dona feina a més de 80 persones.
Al límit nord-est del poble hi ha l'actual Cementiri municipal (l'antic, ja desaparegut, havia estat a l'entorn de l'església parroquial).

### El terme
La major part del terme està situat en una zona plana del quaternari; al nord hi ha una baixa terrassa on es dona la màxima elevació del municipi. Al sud hi ha una petita depressió que entre en el terme de Cornellà del Bèrcol.
El terme de Tesà és, encara avui dia, essencialment agrícola. No s'ha urbanitzat gaire més enllà dels entorns immediats del poble, i per això conserva vius la major part dels topònims tradicionals. Les partides en què es divideix el terme són: el Bogatar, el Camí de Cornellà, el Camí de Salelles, el Camí de Vilanova, el Camí Ral, el Camí Vell, o Camí de Perpinyà, o Camí Vell de Perpinyà, les Cinc Aiminates, el Comunal, la Creu de Ferro, el Falguerar, la Font d'en Tardiu, les Fontetes, les Garrigoles, el Mas del Roig, la Mitja Aigua, Molsilles, o Mallol d'en Molsilles, les Muntinyes, Negabous, l'Oratori, el Pas del -o d'en- Llop, el Planell de l'Hort, la Platana, la Podadora, el Pont dels Horts, les Pubilles, les Quatre Aiminades, Quinze Olius, el Tamarigar, la Tampa, els Terres Verds, la Tinguda i la Travessa. En alguns casos, però, són noms ja desapareguts de l'ús comú actual, com l'Aiminadeta, les Ànimes, el Camí del Mas Blan, els Ferratjals, els Joncars, o el Joncar, la Lliminera, les Plantades de Torralba, els Terres Prims i Venta Farines.
Partides a part, un bon nombre de topònims es refereixen a prats, camps o similars: l'Anell de l'Hort, Camp de la Bossuda, Camp de la Creu, Camp de la Font, Camp de la Mata, Camp de la Pompa, Camp del Bogatar, Camp del Canyer, Camp de l'Era (dos de diferents), Camp de les Parets, o simplement les Parets, Camp de les Pubilles, Camp de l'Oliu, Camp del Pou, Camp dels Polls, Camp de Sant Pere, Camp Guillaume, Closa de les Egues, Closa del Plou, les Closes, la Colomina del Forn, o simplement la Colomina, els Cotius, Darrere la Rectoria, Darrere l'Iglesi, l'Hort d'en Carol, l'Hort d'en Tardiu, els Horts del Camp de la Font, el Prat del Cavall, el Prat del Pou, el Prat Nou i la Vinya d'en Capella, antigament denominada la Colomina d'en Corbera. Alguns són ja noms en desús, com els Cotius del Tamarigar i el Prat d'en Bernat.

### Els masos de Tesà
El terme de Tesà està ple de masos, com ara el Mas Amphoux, el Mas Bartés, el Mas Bonavent, el Mas de l'Hospital, el Casot d'en Jonqueres, el Casot d'en Mirouse, el Mas Nicolau, el Mas del (o d'en) Roig, el Mas d'en Salvat (o des Lauriers Roses, abans Mas d'en Sornià), el Mas Sant Joan, o Mas de l'Escande, el Mas Tronyó, el Mas de l'Ullastrell, o Mas Devesa.
Repartides pel terme hi ha algunes petites construccions de caràcter religiós, com l'Oratori de la Mare de Déu del Bon Remei, el calvari anomenat El Crist, i la Tomba del Cavaller.

### Corrents d'aigua
Un sol riu, el Reart, solca el terme de Tesà. A part del riu hi ha un seguit d'agulles de drenatge: l'Agulla del Bassí, anomenada a Cornellà del Bèrcol Agulla del Pas del Fang, l'Agulla de la Mitja Aigua, la de la Set i la de Negabous. Algunes fonts es troben -o es trobaven- en el terme de Tesà: l'Abeurador del Tonkin, ara desaparegut, i la Font de la Mitja Aigua. Esment a part rep la bassa anomenada el Bassí, i dos passos del Reart: el Pas del Llop i el de Salelles.

## Activitats econòmiques
La principal activitat de Tesà és l'agrícola. L'Agulla de la Mar assegura el drenatge de la part meridional del terme. La màxima extensió és dedicada a la vinya (unes 200 ha), una quarta part destinada a vins de qualitat, de denominació d'origen controlada, mentre que en segon lloc venen als arbres fruiters (170 ha), gairebé totes de presseguers, però també alguns albercoquers. També s'hi cullen hortalisses (40 ha, en progressió), repartides entre escaroles, enciams, tomàquets, fruits primerencs, carxofes, espàrrecs i julivert. El 1982 es posà en funcionament l'Institut Agrícola de Tesà, en un edifici d'arquitectura original i amb aprofitament de l'energia solar. Es dedica sobretot a l'horticultura i al conreu en hivernacles.
A banda de l'agricultura, hi ha dues petites zones artesanals que acullen activitat d'aquest sector.

## Comunicacions

### Carreteres
Una carretera important, bona part de la qual forma d'autovia, travessa tot el sector occidental del terme: és la D-914, de Perpinyà al Coll dels Belitres. Fora d'ella, en terme de Tesà es troben la D-39, de la D-914, a Tesà, a Alenyà, que travessa el terme d'occident a orient, i la D-80, de Tesà a Montescot, que surt del mateix poble en direcció sud. Per carretera, Tesà dista 10 quilòmetres de Perpinyà, 6 d'Elna, 2 de Cornellà del Bèrcol, 2 d'Alenyà, 1 de Salelles i 3 de Vilanova de Raó.

### Ferrocarril
Paral·lela a la carretera D-914 discorre l via de ferrocarril de Cervera de la Marenda a Perpinyà. No té cap estació en el terme de Tesà; les més properes són les d'Elna i Perpinyà.

### Mitjans de transport públic
La línia 430 dels autobusos departamentals de Le bus à 1 € arriba a Tesà procedent de Perpinyà i en direcció a Cornellà del Bèrcol, Elna i la Torre d'Elna. Circula de dilluns a dissabte, i en uns 25 minuts s'arriba a o des de Perpinyà, en uns 5 minuts hom és a Cornellà del Bèrcol, en uns 15 a Elna, i en uns 25 a la Torre d'Elna.
També hi ha la 435 de la mateixa xarxa de transports, d'Elna a Tesà passant per Montescot i Cornellà del Bèrcol. Elna es troba a uns 20 minuts, Montescot a 15 i Cornellà del Bèrcol a 5. Cap altra línia d'autobús regular serveix Tesà com a transport públic.

### Camins
Com tots els pobles de la Plana del Rosselló, un bon nombre de camins solcaven el terme de Tesà. Les actuals carreteres, algunes de les quals ressegueixen antics camins, són la Ruta d'Alenyà o Camí del Mas Blan, la Ruta de Cornellà, anteriorment Camí de Cornellà, la Ruta de Perpinyà i la Ruta Vella, també conegut com a Camí Vell de Perpinyà o Camí Ral a Cornellà del Bèrcol. Entre els camins d'enllaç amb els pobles dels voltants es troben el Camí de Montescot, el Camí de Salelles, el Camí de Perpinyà o del Pas del Llop, el Camí de Vilanova i el Camí de Vilanova a Cornellà. A banda de l'antiga Via Domitia, el Camí de Carlemany o del Pas del Fang, alguns dels camins menen a masos o indrets del terme: el Camí de Ferro, el de les Colobretes, el de les Garrigoles i el d'en Bartés, o del Mas Bartés.

## Història

### Edat mitjana
La primera documentació sobre Tesà és del 832: villa Tezanum, tot i que l'origen és en una vil·la romana, com indica el seu mateix nom. El 899 fou el rei Carles el Simple qui confirmava la possessió del lloc a Esteve, marit d'Anna, neta del comte Berà I de Barcelona-Rasès. En aquell moment el lloc de Tesà abastava Salelles, Anglars i l'església de Sant Pere. El 901 n'era senyora la filla dels anteriors, Elisenda, muller de Leodoví, que havia estat vescomte de Narbona. Fou venuda aquell any a la filla dels anteriors, Adalinda, i al seu espòs, Ramon, tot i que els pares se'n reservaven l'usdefruit.
A la fi del segle xi el lloc pertanyia a Arnau Guillem de Salses, qui en passà la possessió a la seva muller Sibil·la i a la seva mort, a llur fill Oliba.

### Edat Moderna
Al XV el senyoriu requeia en Isabel de Saportella, casada amb Pere d'Hortafà, i passà després a llur fill Joan d'Hortafà, després del qual romangué en mans d'aquesta família fins al 1590, a la mort del darrer membre de la nissaga.
La vídua d'aquest darrer senyor de Tesà, Joana Grimau, en deixà la senyoria al seu nebot, Francesc Grimau, i aquest a la seva muller, Maria de Llupià. Llur filla Maria maridà el 1650 amb Fernando de Córdoba de Mendoza, comte de Torralba, i aquesta família conserva el senyoriu de Tesà fins a la Revolució Francesa.

## Demografia

### Demografia antiga
La població està expressada en nombre de focs (f) o d'habitants (h)
| Evolució demogràfica de Tesà entre 1358 i 1789 | Evolució demogràfica de Tesà entre 1358 i 1789 | Evolució demogràfica de Tesà entre 1358 i 1789 | Evolució demogràfica de Tesà entre 1358 i 1789 | Evolució demogràfica de Tesà entre 1358 i 1789 | Evolució demogràfica de Tesà entre 1358 i 1789 | Evolució demogràfica de Tesà entre 1358 i 1789 | Evolució demogràfica de Tesà entre 1358 i 1789 | Evolució demogràfica de Tesà entre 1358 i 1789 | Evolució demogràfica de Tesà entre 1358 i 1789 | Evolució demogràfica de Tesà entre 1358 i 1789 | Evolució demogràfica de Tesà entre 1358 i 1789 | Evolució demogràfica de Tesà entre 1358 i 1789 |
| 1365                                           | 1378                                           | 1470                                           | 1515                                           | 1553                                           | 1643                                           | 1720                                           | 1730                                           | 1767                                           | 1774                                           | 1789                                           | 1790                                           |                                                |
| ---------------------------------------------- | ---------------------------------------------- | ---------------------------------------------- | ---------------------------------------------- | ---------------------------------------------- | ---------------------------------------------- | ---------------------------------------------- | ---------------------------------------------- | ---------------------------------------------- | ---------------------------------------------- | ---------------------------------------------- | ---------------------------------------------- | ---------------------------------------------- |
| 21 f                                           | 5 f                                            | 7 f                                            | 7 f                                            | 2 f                                            | 22 f                                           | 44 f                                           | 21 f                                           | 74 h                                           | 21 f                                           | 24 f                                           | 33 h                                           |                                                |

Font: Pélissier 1986

### Demografia contemporània
| Evolució de la població |      |      |      |      |      |      |      |      |
| 1793                    | 1800 | 1806 | 1821 | 1831 | 1836 | 1841 | 1846 | 1851 |
| 112                     | 102  | 113  | 155  | 190  | 188  | 211  | 198  | 213  |

| 1856 | 1861 | 1868 | 1872 | 1876 | 1881 | 1886 | 1891 | 1896 |
| ---- | ---- | ---- | ---- | ---- | ---- | ---- | ---- | ---- |
| 219  | 204  | 266  | 257  | 287  | 312  | 333  | 345  | 383  |

| 1901 | 1906 | 1911 | 1921 | 1926 | 1931 | 1936 | 1946 | 1954 |
| ---- | ---- | ---- | ---- | ---- | ---- | ---- | ---- | ---- |
| 427  | 510  | 455  | 560  | 536  | 535  | 505  | 503  | 513  |

| 1962 | 1968 | 1975 | 1982 | 1990 | 1999 | 2004 | 2006 | 2009 |
| ---- | ---- | ---- | ---- | ---- | ---- | ---- | ---- | ---- |
| 532  | 554  | 780  | 929  | 1013 | 1252 | 1360 | 1334 | 1365 |

| 2012 | 2013 |
| ---- | ---- |
| 1602 | 1691 |

Fonts: Ldh/EHESS/Cassini fins al 1999, després INSEE a partir deL 2004

### Evolució de la població

Evolució de la població

### Batlles

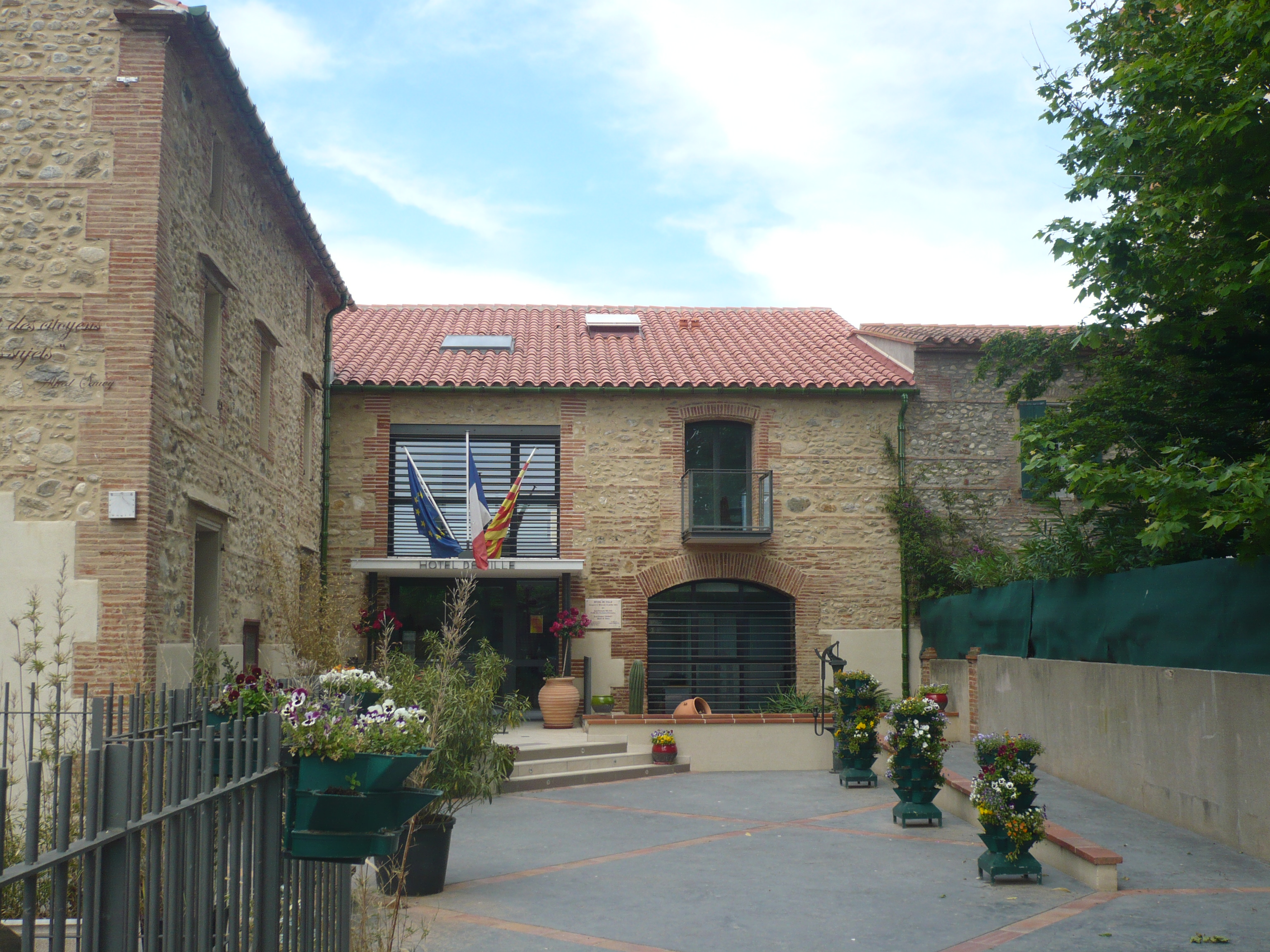
La Casa del Comú de Tesà

## Administració i política

### Batlles[9]
| Període                        | Nom                    | Opció política | Comentaris                                                                          |
| ------------------------------ | ---------------------- | -------------- | ----------------------------------------------------------------------------------- |
| 1709 – 1791                    | Josep Llençà           |                |                                                                                     |
| 1791 -1793                     | Josep Bosch            |                |                                                                                     |
| 1793 (Any II) - 1797 (Any V)   | Emmanuel Guillemet     |                |                                                                                     |
| 1797 (Any V) - 1800 (Any VIII) | Isidor Comes           |                |                                                                                     |
| 1800 - 1813                    | Josep Llense (pare)    |                |                                                                                     |
| 1813 - 1831                    | Josep Llense (fill)    |                |                                                                                     |
| 1831 - 1868                    | François Soler Badie   |                | Agricultor-propietari, va ser distingit amb el grau de cavaller de la Legió d'Honor |
| 1868 - 1871                    | François Soler Foxonet |                |                                                                                     |
| 1871 - 1874                    | Sébastien Anglade      |                |                                                                                     |
| 1874 - 1884                    | Laurent Durand         |                |                                                                                     |
| 1884 - 1888                    | Laurent Trilles        |                |                                                                                     |
| 1888 - 1893                    | Joseph Jonqueres       |                |                                                                                     |
| 1894 - 1884                    | Laurent Durand         |                |                                                                                     |
| 1884 - 1888                    | Laurent Trilles        |                |                                                                                     |
| 1888 - 1893                    | Joseph Jonqueres       |                |                                                                                     |
| 1893 - 1907                    | Pierre Carbasse        |                |                                                                                     |
| 1908 - 1919                    | Jean Cambres           |                |                                                                                     |
| 1919 - 1944                    | Gabriel Jonqueres      |                |                                                                                     |
| 1944 - 1944                    | Joseph Carbasse        |                |                                                                                     |
| 1944 - 1945                    | Amédée Ripoll          |                |                                                                                     |
| 1945 - 1955                    | Marc Raynaud           |                |                                                                                     |
| 1955 - 1976                    | Georges Benezet        |                |                                                                                     |
| 1976 - 1983                    | Paul Fabre             |                |                                                                                     |
| 1983 - 1993                    | Bernard Bichot         |                |                                                                                     |
| 1993 - 1995                    | Charles Batlle         |                |                                                                                     |
| 1995 - 1999                    | Léonce Cambres         |                |                                                                                     |
| 1999 - 2008                    | Michel Deumié          |                |                                                                                     |
| 2008 - Moment actual           | Jean-Jacques Thibaut   |                |                                                                                     |

### Legislatura 2014 - 2020

#### Batlle
- Jean-Jacques Thibaut. Vicepresident de la Comunitat de Comunes Sud Rosselló. Vicepresident del Sindicat Mixt Aeroportuari Gran Reart. Responsable de Finances.

#### Adjunts al batlle[11]
- 1a: Marc Gimbernat. Conseller delegat d'Associacions, Quadre de vida, Entorn i Comunicació
- 2n: Elodie Salinas. Consellera delegada d'Infància i Joventut
- 3a: François Mouette. Conseller delegat de Finances, Afers escolars, Biblioteca, Mediateca i Animació Cultural
- 4t: Marièle Fiscal. Consellera delegada de Comunicació, Solidaritat, Lligam social i Centre comunal d'assistència social

#### Consellers municipals
- Philippe Garcia. Conseller delegat d'Animació i d'Obres
- Bernard Prioux. Conseller delegat d'Obres, Solidaritat, Lligam social, Comunicació i Finances
- Nolenn Guiguen. Membre de les comissions d'Infància, Joventut, Solidaritat, Lligam social i Afers escolar
- Thierry Soldà. Membre de les comissions d'Associacions, Quadre de Vida - Entorn, Solidaritat, Lligam social, Comunicació i Obres
- Vinciane Collet. Membre de les comissions d'Infància, Joventut, Biblioteca, Mediateca, Animació Cultural i Afers escolars
- André Pradier. Membre de les comissions d'Associacions, Comunicació, Animació i Obres
- Michèle Valdenaire. Membre de les comissions d'Associacions, Biblioteca, Mediateca, Animació Cultural i Animació
- Robert Diaz. Membre de les comissions de Quadre de Vida, Entorn, Animació i Obres
- Valérie Amblot. Membre de les comissions d'Infància, Joventut, Quadre de Vida, Entorn, Biblioteca, Mediateca, Animació Cultural i Afers escolars
- Alicia Cobena. Membre de les comissions d'Associacions i Animació
- Mounia Vieira. Membre de les comissions d'Infància, Joventut, Solidaritat, Lligam social i Afers escolars
- Frédéric Beautes. Membre de les comissions de Quadre de Vie, Entorn, Biblioteca, Mediateca, Animació Cultural i Finances
- Renzo Dragone. Membre de la comissió de Finances
- Bernadette Jaubert.

### Adscripció cantonal

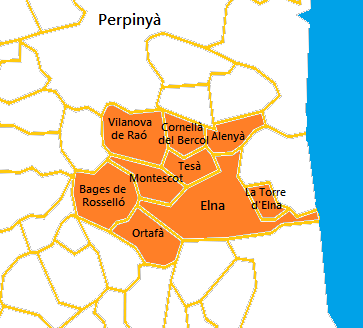
Mapa del Cantó de la Plana d'Illiberis

El 1790 la comuna de Tesà fou inclosa en el cantó d'Elna, dins del districte de Perpinyà. El 1801 fou relligada al Cantó de Perpinyà-Est, i després integrada en el nou cantó de Perpinyà-III, el 1973. En fou desglossada el 1982 per tal de formar part del cantó de La Costa Radiant.
A les eleccions cantonals del 2015 Tesà ha estat inclosa en el cantó número 12, denominat La Plana d'Illiberis, amb capitalitat a la ciutat d'Elna i amb els pobles d'Alenyà, Bages, Cornellà del Bercol, Montescot, Ortafà, Tesà, la Torre d'Elna i Vilanova de Raó. Hi han estat escollits com a consellers departamentals Marie-Pierre Sadourny, del Partit Socialista, consellera municipal a l'oposició a Sant Cebrià, i Nicolas Garcia, del Partit Comunista Francès - Front d'esquerres, conseller municipal a l'oposició a Elna.

## Ensenyament i cultura
Tesà disposa d'escola elemental pública, anomenada Marcel Pagnol, amb secció de maternal i de primària en el mateix recinte escolar, però amb accessos diferenciats. Es tracta d'una escola de nova planta, moderna. L'escola antiga, situada a la Plaça de la República, serveix actualment per a equipaments culturals de la comuna.
Fora vila, al sector nord-oest del terme hi ha el liceu agrícola LEGTA Garcia Lorca, de titularitat pública. Disposa d'internat, i ofereix vies per tal de continuar els estudis després de l'examen del Bac.

## Llocs i monuments
- Església parroquial de Sant Pere, amb dues inscripcions llatines a la façana

## Persones il·lustres
- René Monié (1934), jugador de rugbi a 15 que va ser campió de França
- Léonce Cambres (1942), alcalde i escriptor